# لاکور
لاکور (به انگلیسی: Loughor) یک شهرک در ولز است که در سوانزی قرار دارد. لاکور ۴٬۹۹۱ نفر جمعیت دارد.